# Grouvellinus elongatus
Grouvellinus elongatus (лат.) — вид полуводных жуков рода Grouvellinus из семейства речники (Elmidae, Elminae).

## Распространение
Китай (Yunnan).

## Описание
Мелкие жуки (около 3 мм). Тело широкояйцевидное, темно-коричневое до чёрного; переднеспинка наиболее широкая в основании 0,4, отчётливо сужена кпереди; диск переднеспинки без срединного киля или борозды, сублатеральные кили присутствуют в основании 0,3 на переднеспинке; надкрыльные пунктуры мелкие; простернальный отросток постепенно сужен от основания к вершине. Этот вид крупный и крепкий, он похож на виды G. hercules и G. tibetanus, которые имеют сходные размеры тела, но его можно легко отличить от них по более крупному габитусу, мужские гениталии заметно тоньше и длиннее, а также по пенису, заметно превышающему парамеры. Антенны короткие, 11-сегментные. Передние голени с медиально-апикальной бахромой волосков.

## Классификация
Вид был впервые описан в 2023 году китайскими энтомологами (Dongju Bian & Yi Zhang, Key Laboratory of Forest Ecology and Management, Institute of Applied Ecology, Китайская академия наук, Шэньян) по типовым материалам из Китая.